# Quốc hữu hóa
Quốc hữu hóa (tiếng Anh: Nationalization) là việc đưa các tài sản (động sản và bất động sản) từ sở hữu tư nhân thành sở hữu nhà nước.
 Đây là quyết định đơn phương quyền lực của nhà nước đối với các tài sản. Việc quốc hữu hóa có thể kèm theo đền bù kinh phí (tiếng Anh: Expropriation), hoặc không đền bù gì cả, lúc đó còn gọi là  tịch thu hay sung công (tiếng Anh: confiscation)..

Ngược lại, quá trình chuyển đổi sở hữu từ khu vực công sang khu vực tư gọi là tư nhân hóa.

## Lý do
Những lý do đưa tới việc quốc hữu hóa thì rất đa dạng:
- Hoàn cảnh lịch sử ngoại lệ: Ở Áo sau Chiến tranh thế giới thứ hai tất cả các tài sản của người Đức bất bất kể tư hay công từ các kỹ nghệ nhiên liệu thô trở thành tài sản công của nước Áo.
- Quốc hữu hóa vì tình trạng khủng hoảng kinh tế, khi chính phủ trở thành chủ nhân của công ty tư, mà nếu không có sự can thiệp của nhà nước sẽ bị phá sản.
- Quốc hữu hóa để ngăn ngừa tình trạng độc quyền tư nhân.
- Quốc hữu hóa những ngành kinh tế quan trọng như ngân hàng, hầm mỏ, kỹ nghệ sắt, thép, hệ thống giao thông xe lửa. Đằng sau những quyết định này là ý tưởng, nhà nước phải sở hữu những công ty này để có thể điều hành nền kinh tế một cách hiệu quả. (Thí dụ, các ngân hàng nhà nước có thể cho mượn tiền với lãi rẻ để khuyến khích một số đầu tư nào đó). Hoặc cố ý đập tan những thế lực chính trị của các cá nhân có được nhờ thế lực kinh tế.  Quốc hữu hóa cũng có thể xảy ra vì lo sợ là những ngành quan trọng bị rơi vào tay những tập đoàn ngoại quốc.

Dù với lý do nào khi quốc hữu hóa người ta thường phải chấp nhận những thiệt hại, vì các hãng nhà nước thường làm việc không hiệu quả bằng các hãng tư nhân. Một điều quan trọng nữa là phải bồi thường cho các chủ cũ như thế nào.

## Hoàn cảnh

### Thảm họa môi trường
Sau Thảm họa hạt nhân Fukushima, Nhật Bản quốc hữu hóa công ty điện lực TEPCO. Giải thích cho quyết định quốc hữu hóa, chính phủ Nhật Bản cho rằng "việc này sẽ giúp TEPCO cung cấp điện ổn định và tránh những rắc rối có thể xảy ra trong quá trình tẩy rửa chất phóng xạ và bồi thường cho các thiệt hại của sự cố hạt nhân".

### Khủng hoảng kinh tế
Việc quốc hữu hóa hay quốc hữu hóa bán phần là một dụng cụ chính trị trong những tình trạng ngoại lệ được thi hành để làm ổn định khi nền kinh tế bị khủng hoảng như Khủng hoảng tài chính 2007–2008.  
 Nó đưa đến việc quốc hữu hóa như trường hợp hãng chế tạo xe hơi General Motors,, nghiệp đoàn bảo hiểm American International Group  (cả hai hãng đều là của Mỹ), nhà băng bất động sản Hypo Real Estate  (Deutschland), nhà băng Bankia của Tây Ban Nha (2012).,

Tại Việt Nam TS Lê Xuân Nghĩa, Phó Chủ tịch Ủy ban Giám sát tài chính quốc gia, tại cuộc hội thảo "Ngân hàng Việt Nam - bức tranh toàn cảnh 2012 và khuyến nghị" cho là cách tốt nhất trong giai đoạn tái cấu trúc hệ thống ngân hàng trong việc xử lý nợ xấu là quốc hữu hóa các ngân hàng yếu kém không thể tự khắc phục được.

### Độc quyền tự nhiên
Các ngành thuộc về độc quyền tự nhiên như các công ty cung cấp điện, nước, hoặc các phương tiện giao thông như xe lửa thường đã được các nước quốc hữu hóa, để có thể bảo đảm cung cấp cho mọi người tiêu thụ, nhưng hiện thời các nước lại có khuynh hướng tư nhân hóa các công ty đó, vì các công ty tư nhân làm việc hiệu quả, và ít tốn kém hơn.
- Canada đã quốc hữu hóa các công ty đường sắt trong năm 1918 sau khi những công ty này bị phá sản trong suốt và sau Chiến tranh thế giới thứ nhất và thành lập Đường sắt Quốc gia Canada. Tuy nhiên từ năm 1995 họ lại tư nhân hóa công ty này.
- Hãng hàng không Air France của Pháp bị quốc hữu hóa sau Chiến tranh thế giới thứ hai vào năm 1945, và được tư nhân hóa vào năm 1998 sau một thời gian thua lỗ triền miên.
- Đặc biệt ở Anh quốc cũng vì lý do nêu trên dưới thời Margaret Thatcher nhiều công ty quốc doanh trở thành tư nhân: British Airways quốc hữu hóa năm 1939, tư nhân hóa 1987, British Steel đổi từ quốc doanh từ năm 1967 sang tư nhân 1988.

### Chủ nghĩa Xã hội
Những người theo chủ nghĩa xã hội đã coi việc quốc hữu hóa là những biện pháp để xóa bỏ ra bất công xã hội, phân hóa giàu nghèo, chế độ đẳng cấp, nạn bóc lột lao động, lối sống thực dụng, và tha hoá con người.

Trong Tuyên ngôn của Đảng Cộng sản Karl Marx và Friedrich Engels kêu gọi quốc hữu hóa tất cả các phương tiện sản xuất.

Karl Marx và Friedrich Engels đòi hỏi trong Tuyên ngôn của Đảng Cộng sản ngoài ra:
- Tập trung tín dụng vào tay nhà nước thông qua một ngân hàng quốc gia với tư bản của nhà nước và ngân hàng này sẽ nắm độc quyền hoàn toàn.
- Tập trung tất cả các phương tiện vận tải vào trong tay nhà nước.
- Tăng thêm số công xưởng nhà nước và công cụ sản xuất; khai khẩn đất đai để cấy cầy và cải tạo ruộng đất trong một kế hoạch chung.

Trong cuộc Cải cách ruộng đất tại miền Bắc Việt Nam đất đai của các địa chủ bị tịch thu và được phân phát cho các tá điền. Tuy nhiên quyền tư hữu của nông dân chỉ là tạm thời vì sau đó năm 1958, Ủy ban Trung ương Đảng Cộng sản quyết định rằng tập thể hóa là mục tiêu phát triển nông thôn. Hiến pháp Việt Nam Dân chủ Cộng hòa 1959 kế tiếp hợp thức hóa chính sách đó và xóa bỏ quyền sở hữu ruộng đất tư nhân và thay vào đó là quyền sở hữu tập thể. Đất đai dần tập trung vào tay Nhà nước qua việc thành lập những hợp tác xã do chính phủ quản lý. Nhà nông bị ép buộc gia nhập hợp tác xã nên đến năm 1960, 86% dân quê ở Miền Bắc đã vào hợp tác xã. Số liệu đó tăng lên thành 95,5% vào năm 1970. Khi Hiến pháp Cộng hòa Xã hội Chủ nghĩa Việt Nam 1980 được soạn ra thì quyền tư hữu ruộng đất của nông dân hoàn toàn biến mất, quyền sở hữu đất trên toàn cõi đất nước thuộc về toàn dân và Nhà nước  thay mặt quản lý.